# Apollo Brown
Apollo Brown, de son vrai nom Erik Stephens, né le 20 juin 1980 à Grand Rapids, dans le Michigan, est un compositeur et producteur de musique américain. Il est depuis la fin des années 2000 un acteur majeur de la scène hip-hop de Détroit, et plus largement des États-Unis. Son pseudonyme vient de l’association du nom du dieu de la musique dans la mythologie grecque, « Apollon », et de « Brown » (marron en anglais) comme une référence à James Brown mais aussi un marqueur identitaire.

## Biographie

### Débuts
Erik Stephens naît dans une famille ouvrière de Grand Rapids, Michigan. Il découvre le rap en 1991 avec la sortie du premier album de Main Source, Breaking Atoms, qui deviendra sa référence et une grande source d’inspiration. Il s'initie au beatmaking à Détroit en 1996, grâce au logiciel Cool Edit, qu’il utilise encore.
Après avoir été diplômé en Human Resource Management à Université d'État du Michigan,, il forme le groupe Black Day in July en compagnie d'un camarade de classe et de Bronze Nazareth. L'aventure s’arrête lorsque chacun des membres décide de continuer une carrière solo.
Au milieu des années 2000, il décide d'arrêter sa carrière pensant ne pas avoir sa place dans les productions hip-hop formatées qu'il entend à la radio. Cette coupure durera deux ans. Il revient en 2007 et sort sa première compilation en téléchargement gratuit, Skilled Trade. Il s’agit d’une compilation d’instrumentaux non achevés qu’il a réalisés dans les années 2000. Il sort un nouvel album d’instrumentaux deux ans plus tard, Make Do.

### Premiers succès (2009)
La carrière d'Apollo s'accélère en 2009 : après le relatif succès de Make Do, il remporte le Detroit Red Bull Big Tune Championships (un concours pour beatmakers) et participe aux phases finales à Atlanta. Il intègre à la fin de l’année le label Mello Music Group. Une semaine après avoir signé son contrat, il perd son travail au cours d’un licenciement collectif.

### Parcours avec Mello Music Group (2010–2014)
Pour Apollo Brown, 2010 marque le début d’une grande régularité et productivité, le producteur sortant au minimum deux projets par an et beaucoup de collaborations. The Reset est un album comprenant de nombreux featurings (Oddisee, Stik Figa, Finale, etc.). Vient ensuite Brown Study, résultat d’une collaboration entre Apollo et la rappeuse Boog Brown puis Gas Mask, un album sorti avec son groupe The Left, composé de Journalist 103 et DJ Soko. En 2011, Apollo publie un nouvel album d’instrumentaux qui est en top des ventes de l’année, Clouds, puis Daily Bread, un nouvel LP, en collaboration avec Hassan Maackey, un MC new yorkais.
Trophies, issu de son travail avec O.C. (ancien rappeur de D.I.T.C.) rafle la première place du classement des 20 meilleures sorties rap de l’année 2012 selon DJ Premier. Guilty Simpson participe à l’album Dice Game publié à la fin de 2012.

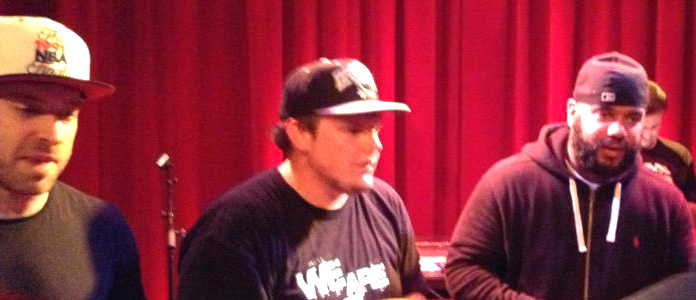
Ugly Heroes (Verbal Kent, Red Pill et Apollo Brown) au Patronaat de Harlem, le 10 septembre 2014.

En 2013, Apollo se voit confier le remix de l’album Twelve Reasons to Die de Ghostface Killah (membre du Wu-Tang Clan). Cette Brown Tape, initialement annoncée exclusivement sur cassette voit également le jour sur CD. Apollo s’associe ensuite à deux MCs peu connus (Verbal Kent, MC de Chicago, et Red Pill, MC de Détroit) pour former Ugly Heroes et sortir un album éponyme en mai 2013. Apollo déclare au sujet de cette collaboration : « […] Les gens me demandaient toujours : 'yo, pourquoi t’es passé de travailler avec O.C., Guilty Simpson et ce projet avec Ghostface à un travail avec deux MCs quasiment inconnus ?' Pour moi, il s’agit juste de faire de la bonne musique. Je ne suis pas ce genre de personne bloquée sur les statuts et tout. »
Un deuxième opus voit le jour en août 2014, Ugly Heroes EP.

### Words Paint PicturesetGrandeur(depuis 2015)
Le 24 mars 2015, Apollo Brown s'allie avec Big Pooh pour la publication de Words Paint Pictures sur Mello Music Group. Le projet contient neuf chansons dont deux remixes. HipHopDX attribue à l'album une note de 3,5 sur 5. Le 21 juillet 2015, un album d'Apollo Brown, Grandeur, est annoncé par Mello Music Group. Il est publié le 15 septembre 2015, et fait notamment participer Oddisee, M.O.P, et Masta Ace.

## Style
Les productions d'Apollo Brown sont généralement associées au Boom bap, mais il innove en proposant un style personnel reconnaissable à la fréquence et à la sonorité des beats. Les samples qu'il utilise sont majoritairement issus de la soul, mais également du rock, du funk, de la pop et de la country.
On retrouve chez le producteur de Détroit une forte influence de DJ Premier, présenté régulièrement comme un mentor ; Apollo déclare également s'inspirer de l'atmosphère particulière de Détroit, la « Motor City », qu'il s'efforce de représenter à travers ses albums et concerts.

## Discographie

### Albums studio
- 2007 : Skilled Trade
- 2009 : Make Do
- 2010 : The Reset
- 2011 : Clouds
- 2014 : Thirty Eight
- 2015 : Grandeur[13]
- 2019 : Sincerely, Detroit
- 2022 : This Must Be the Place

### Albums collaboratifs
- 2010 : Brown Study (avec Boog Brown)
- 2010 : Gas Mask (avec The Left)
- 2011 : Daily Bread (avec Hassaan Mackey)
- 2012 : Trophies (avec O.C.)
- 2012 : Dice Game (avec Guilty Simpson)
- 2013 : Ugly Heroes (avec Ugly Heroes)
- 2014 : Ugly Heroes EP (avec Ugly Heroes)
- 2014 : Abrasions: Stitched Up (EP) (avec Planet Asia)
- 2014 : Blasphemy (avec Ras Kass)
- 2015 : Words Paint Pictures (avec Rapper Big Pooh)
- 2016 : Everything in Between (avec Ugly Heroes)
- 2016 : The Easy Truth (avec Skyzoo)
- 2017 : Anchovies (avec Planet Asia)
- 2018 : No Question (avec Locksmith)
- 2018 : Mona Lisa (avec Joell Ortiz)
- 2020 : As God Intended (avec Che Noir)
- 2021 : Lovesick (avec Raheem DeVaughn)
- 2021 : Stitched Up & Shaken (avec Planet Asia, Gensu Dean et Guilty Simpson)
- 2021 : Blacklight (avec Stalley)
- 2022 : Bushido Code (ave Prop Dylan)
- 2022 : Cost of Living (avec Philmore Greene)
- 2023 : Sardines (avec Planet Asia)

### Remix
- 2013 : Twelve Reasons to Die: The Brown Tape